# Enfiláda

Enfiláda; osy enfilád jsou vyznačeny červeně

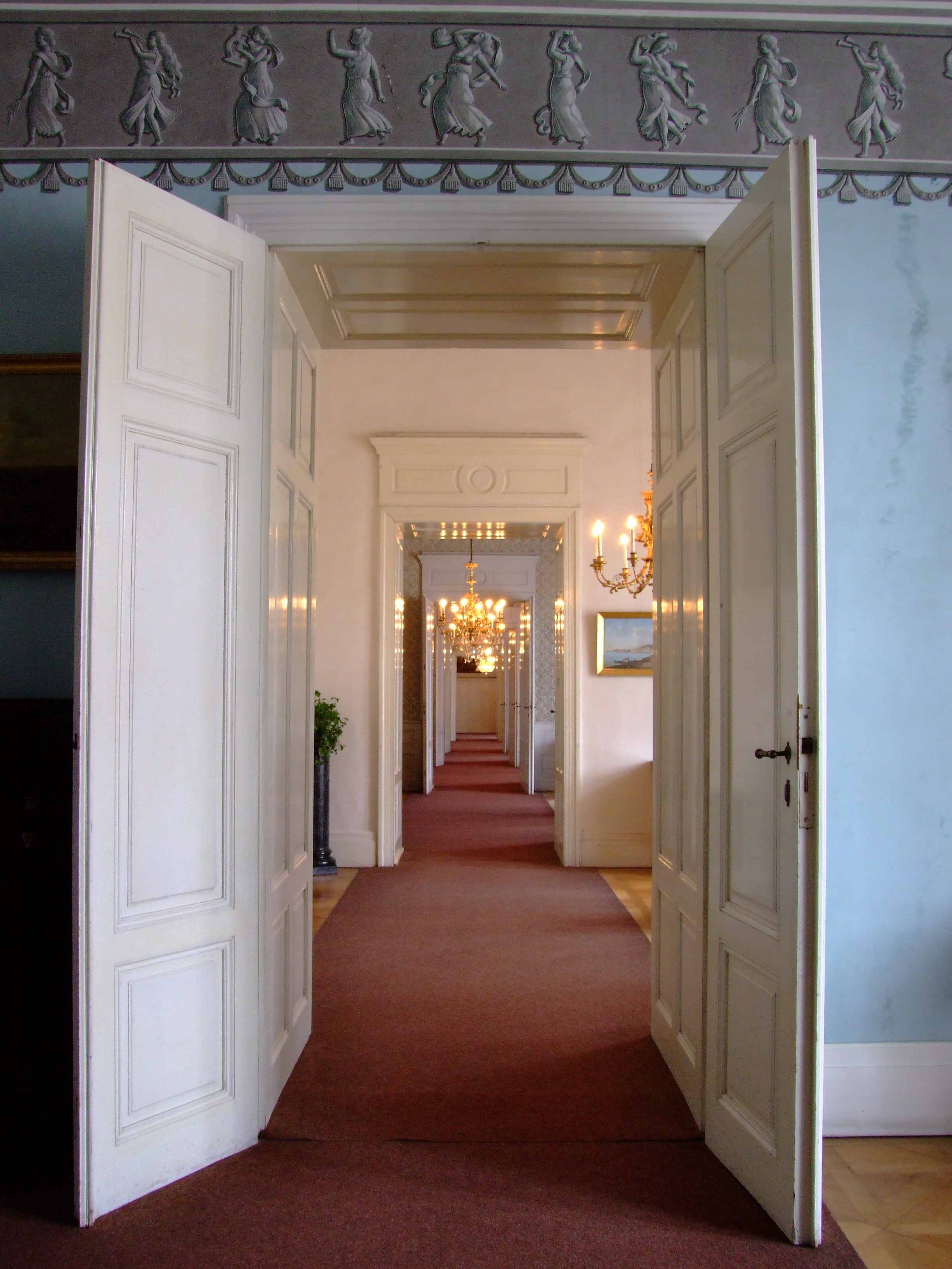
Enfiláda na zámku Opočno.

Enfiláda, někdy také anfiláda, se používá především v barokní architektuře a znamená nejen funkční, ale i optické propojení jednotlivých, za sebou řazených místností. Dveře jednotlivých místností jsou řazeny přesně za sebou v jedné ose, takže se v případě, že jsou otevřeny všechny dveře najednou, vytvoří efektní průhled, který bývá zpravidla zakončen oknem nebo jiným, architektonicky ztvárněným prvkem, například nikou.
Enfiláda bývá zpravidla vedena středem jednotlivých místností, ale může být umístěna také mimo tuto osu, většinou pak při stěně, v níž jsou prolomena okna.
Nejdelší zámecké enfilády v ČR se nacházejí ve Valticích (80 m) a Rychnově nad Kněžnou (65 m), ovšem s navazujícími balkony ji překonává enfiláda ve Světlé nad Sázavou (67 m).[zdroj?]